# Deinbollia oblongifolia
Deinbollia oblongifolia là một loài thực vật có hoa trong họ Bồ hòn. Loài này được (E.Mey.) Radlk. mô tả khoa học đầu tiên năm 1878.

## Hình ảnh

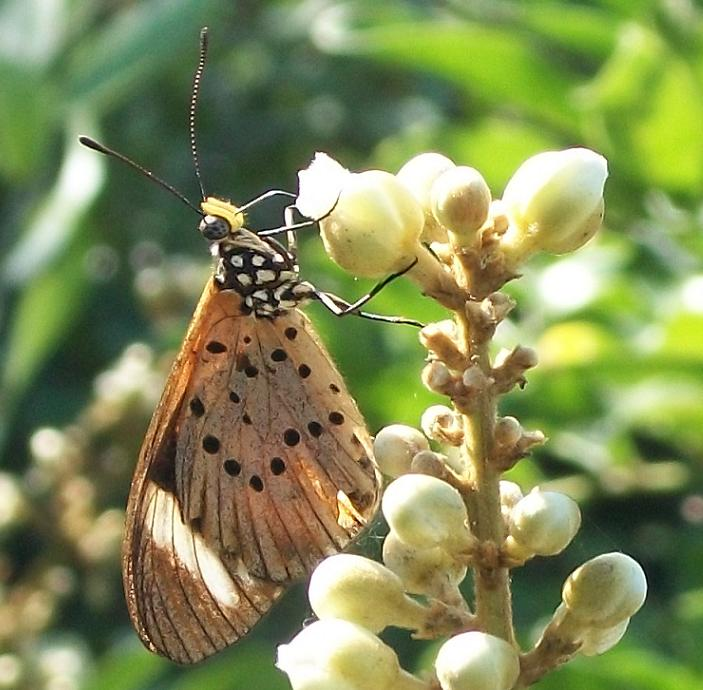
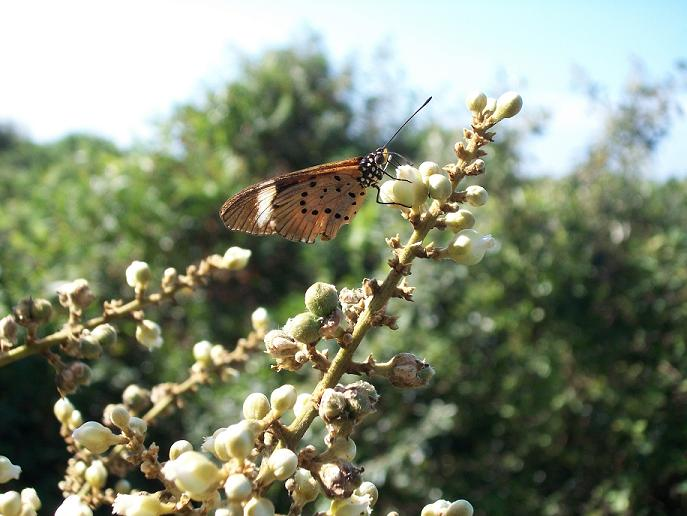
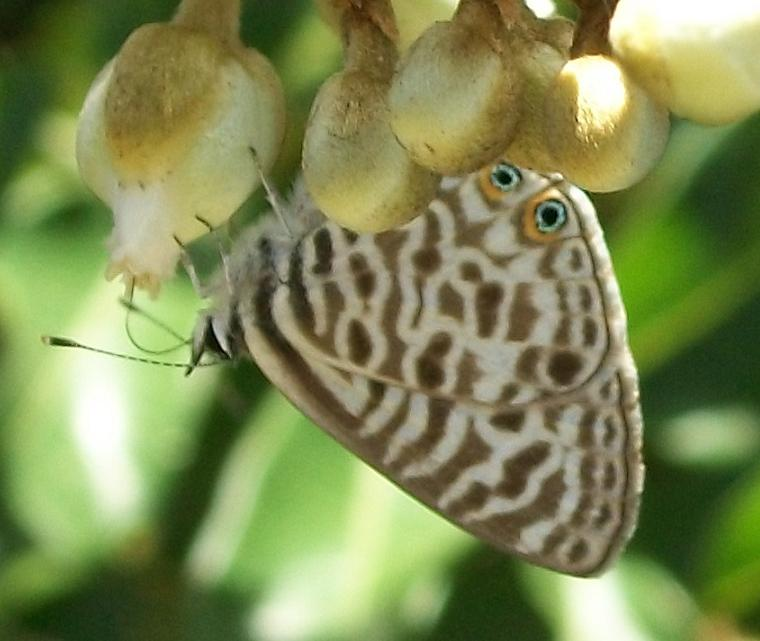
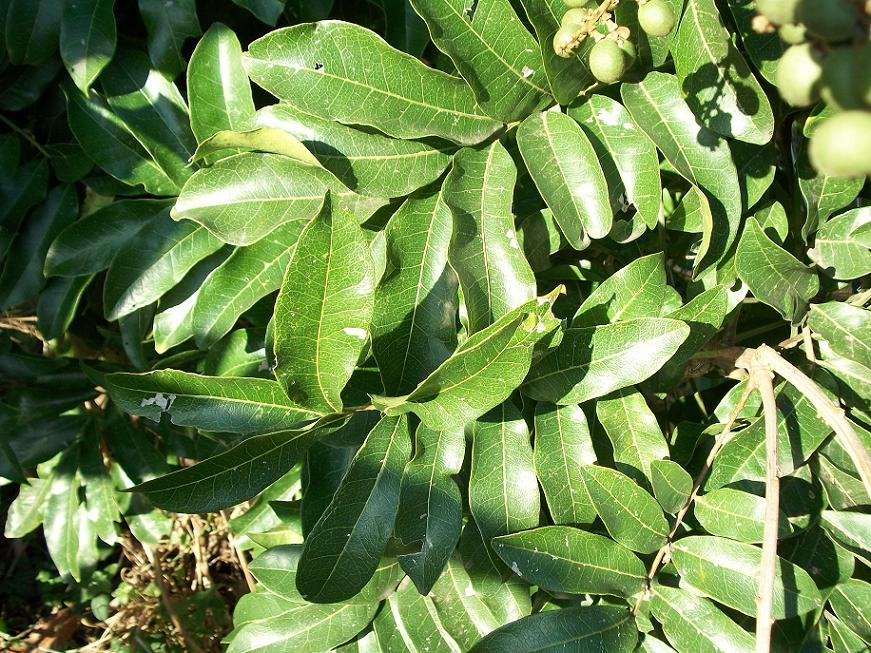